# Dorothy Wrinch
Dorothy Wrinch, de son nom complet Dorothy Maud Wrinch, née le 12 septembre 1894 et morte le 11 février 1976) est une mathématicienne et théoricienne britannique de la biochimie, connue pour ses apports théoriques à la structure des protéines, apports fondés sur des principes mathématiques et matérialisés par la théorie aujourd'hui désuète du cyclol.

## Biographie
Dorothy Wrinch naît à Rosario en Argentine en 1894, elle est la fille d'Hugh Edward Hart Wrinch, ingénieur, et d'Ada Souter. La famille retourne en Angleterre et Dorothy grandit à Surbiton, près de Londres. Elle effectue sa scolarité à Surbiton High School et entre en 1913 au Girton College, à l'université de Cambridge, pour étudier les mathématiques. Elle est diplômée en 1916 comme wrangler. Elle reste une quatrième année en sciences morales pour étudier la logique symbolique avec Bertrand Russell. Quand Russell est emprisonné pour ses activités anti-guerre, Wrinch lui sert d'assistante de recherche bénévole et de secrétaire personnelle. Plus tard, quand Russell part en Chine, il lui laisse la tâche d'arranger la publication du Tractatus de Wittgenstein en Angleterre.
La carrière de Wrinch est divisée en deux périodes. Entre 1918 et 1932, elle publie vingt articles sur des sujets de mathématiques pures ou appliquées et 16 articles sur la méthodologie scientifique et sur la philosophie des sciences. Russell exerce alors une influence prépondérante sur ses idées. Elle écrit également un certain nombre d'articles sur la méthode scientifique avec Harold Jeffreys ; cela forme la base de son livre de 1931 Scientific Inference. Dans la nécrologie de Nature, Jeffreys écrit : « Je voudrais faire part de ma satisfaction sur la contribution substantielle qu'elle a apportée à notre travail commun, ce qui est la base de tout mon travail postérieur sur l'inférence scientifique. »
En 1932 Wrinch est cofondatrice du Biotheoretical Gathering, un groupe interdisciplinaire qui cherche à expliquer la vie en découvrant comment fonctionnent les protéines. Joseph Needham, C. H. Waddington, J. D. Bernal et Dorothy Crowfoot Hodgkin en sont les autres fondateurs. Cette participation lui permet d'être considérée comme une théoricienne de la biologie.
Wrinch est une chercheuse productive qui accumule les distinctions universitaires : par exemple, elle est en 1929 la première femme à recevoir un doctorat en sciences à Oxford. Cependant sa position professionnelle n'est jamais sûre. En 1918, elle est nommée enseignante en mathématiques à l'University College London mais deux ans après elle retourne à Girton en tant que chercheuse. En 1922, elle se marie avec le physicien mathématicien John William Nicholson. Nicholson est membre du Balliol College, et Wrinch vient vivre à Oxford. Pendant les 16 années suivantes elle enchaîne des emplois temporaires. Le couple a un enfant, Pamela, née en 1927. Le livre de Wrinch sur la parentalité, dédicacé à Russell, était un projet sociologique plutôt qu'un manuel pour élever les enfants. La santé mentale de Nicholson se détériore à la fin des années 1920 et, en 1930, il est déclaré malade mentalement et interné. En 1937, Wrinch obtient le divorce.  
En 1934, elle publie dans la revue Nature son premier article de biochimie, Chromosome Behaviour in Terms of Protein Pattern, qui lui vaut une bourse de 5 ans décernée par la Fondation Rockfeller pour qu'elle puisse continuer à étudier l'usage des mathématiques appliquées à la biologie. En 1939, Wrinch et sa fille Pamela déménagent aux États-Unis.
Elle développe un modèle de la structure des protéines qu'elle appelle structure « cyclol. » Le modèle crée de nombreuses controverses et est attaqué par le chimiste Linus Pauling. Dans ce débat, le manque de formation de Wrinch en chimie est une faiblesse pour elle[réf. nécessaire]. En 1939, des éléments prouvent qu'aussi bien son modèle que les arguments opposés par Pauling sont faux, mais Wrinch continue à travailler dessus. Cependant, des expériences menées par Irving Langmuir en collaboration avec Wrinch pour valider sa théorie ont permis de mettre en évidence le principe de l'effet hydrophobe comme force principale du repliement des protéines. 
En 1941, elle se marie avec Otto Charles Glaser, directeur du département de biologie et vice-président de l'Amherst College. Il lui trouve une chaire de professeur invité dans trois universités du Massachusetts, Amherst College, Smith College et Mount Holyoke College. De 1942 jusqu'à sa retraite en 1971, Wrinch occupe des postes de chercheuse au Smith College.
Sa fille unique meurt dans un incendie en décembre 1975.
La biologiste Crowfoot-Hodgkin écrit dans la nécrologie de Wrinch qu'elle était « une personnalité brillante et controversée qui a pris part aux débuts de la recherche en biologie moléculaire. » D'un point de vue plus personnel, elle ajoute « J'aime me souvenir d'elle la première fois que je l'ai rencontrée : gaie, enthousiaste et aventureuse, courageuse face à bien des malheurs et très gentille. »

## Publications
(publications non exhaustive de Dorothy Wrinch)
- (en) Dorothy Wrinch et Jeffreys Harold, « On Some Aspects of the Theory of Probability », Philosophical Magazine, no 38,‎ 1919, p. 715-731
- (en) Dorothy Wrinch, The Retreat from Parenthood, Londres, K. Paul, Trench, Trübner, 1930, sous le pseudonyme de Jean Ayling
- (en) Dorothy Wrinch, Fourier transforms and structure factors, American Society for X-Ray and Electron Diffraction, 1960
- (en) Dorothy Wrinch, Chemical aspects of polypeptide chain structures and the cyclol theory, 1965
- (en) « Liste de publications philosophies de Wrinch », sur macserver.ius.indiana.edu
- (en) Selected papers of Dorothy Wrinch, from the Sophia Smith Collection in Structures of Matter and Patterns in Science, inspired by the work and life of Dorothy Wrinch, 1894-1976, The Proceedings of a Symposium held at Smith College, Northampton, Massachusetts September 28–30, 1977, Schenkman Publishing Company, 1980.